# Communauté de communes d’Écouché
Die Communauté de communes d’Écouché ist ein ehemaliger französischer Gemeindeverband (Communauté de communes) im Département Orne in der Region Normandie. Er wurde am 12. Dezember 1996 gegründet und fusionierte 2013 mit der Communauté de communes de la Région de Rânes und bildete somit die neue Communauté de communes des Courbes de l’Orne.

## Mitglieder
1. Avoine
2. Batilly
3. Boucé
4. La Courbe
5. Écouché
6. Fleuré
7. Goulet
8. Joué-du-Plain
9. Loucé
10. Montgaroult
11. Saint-Ouen-sur-Maire
12. Sentilly
13. Serans
14. Sevrai
15. Tanques

## Quelle
- Le SPLAF - (Website zur Bevölkerung und Verwaltungsgrenzen in Frankreich (frz.))